# Alf-Inge Håland
Alf-Inge Rasdal Håland (Stavanger, 1972. november 23. –) norvég válogatott labdarúgó.

## Pályafutása

### Klubcsapatban
Pályafutását a Bryne csapatában kezdte 1990-ben, ahol három szezont töltött. 1993-ban Angliába szerződött a Nottingham Forest együtteséhez. Első Premier League mérkőzésére a Leicester City ellen került sor. 1997-ben a Leeds United igazolta le, mellyel bejutott az UEFA-kupa 1999–2000-es kiírásának elődöntőjébe és a bajnokság végén indulási jogot szereztek a Bajnokok Ligája következő sorozatára. 
2000 nyarán távozott a Manchester City csapatához, ahol még három évig játszott és térdsérülés miatt 2003-ban visszavonult.
2011-ben még egy kis időre visszatért és játszott a harmadosztályú Rosseland csapatában.

### A válogatottban
1994 és 2001 között 34 alkalommal szerepelt a norvég válogatottban. Részt vett az 1994-es világbajnokságon, ahol két mérkőzésen kapott lehetőséget. Håland egyike azon norvég labdarúgóknak, akik úgy voltak válogatottak, hogy sohasem léptek pályára a norvég első osztályban.

## Külső hivatkozások
- Alf-Inge Håland adatlapja a National-Football-Teams.com oldalon (angolul)

- Alf-Inge Håland (angol nyelven). FootballDatabase.eu
- Alf-Inge Håland (angol nyelven). eu-football.info